# Aeroporto Internazionale Generale Edward Lawrence Logan
L'Aeroporto Internazionale Generale Edward Lawrence Logan (IATA: BOS, ICAO: KBOS) è situato a est di Boston, Massachusetts, negli Stati Uniti. È attualmente uno dei venti aeroporti più trafficati degli Stati Uniti con oltre 40 milioni di passeggeri che vi transitano ogni anno. È scalo di primaria importanza per le compagnie aeree American Airlines, JetBlue Airways e Delta Air Lines e United Airlines.

## Storia
Originariamente chiamato Boston Aiport, lo scalo aprì le proprie attività l'8 settembre 1923, e fu inizialmente utilizzato dalla Massachusetts Air Guard e dalla Army Air Corps. I primi voli commerciali passeggeri ebbero inizio nel 1927 con la Colonial Air Trasport, che inaugurò una linea diretta a New York. Nel corso degli anni l'aeroporto si espanse di circa 730 ettari, sviluppandosi nelle zone del porto di Boston. Conseguenza di questo processo è che lo scalo ancora attualmente è circondato dal mare. Nel 1943 lo scalo prese la denominazione di "Edward Lawrence Logan International Airport", dal nome del generale che condusse l'esercito nella guerra contro la Spagna del 1898. Nel 1952, l'aeroporto divenne il primo negli Stati Uniti, con un rapido sistema di connessioni indirette. Nel 1970 nel Logan Airport venne inaugurata l'era dei Jumbo con una rotta verso Londra-Heathrow operata dalla Pan Am.
Quando il terminal E venne aperto nel 1974, esso costituiva la seconda aerostazione internazionale più grande degli Stati Uniti. Da allora, il traffico dei passeggeri internazionali al Logan Airport si triplicò. A causa di questa crescita, le autorità del Massachusetts progettarono un piano di espansione dello scalo per il periodo 1994-2006, che comprendeva un nuovo parcheggio auto, un nuovo hotel, l'espansione e il miglioramento dei terminal e due nuovi sistemi stradali, uno per gli arrivi e l'altro per le partenze.
Nel 2007, la FAA pubblicò un progetto per la costruzione di una nuova via di rullaggio, per diminuire il congestionamento del traffico nello scalo. La nuova taxiway divenne operativa nel 2009.

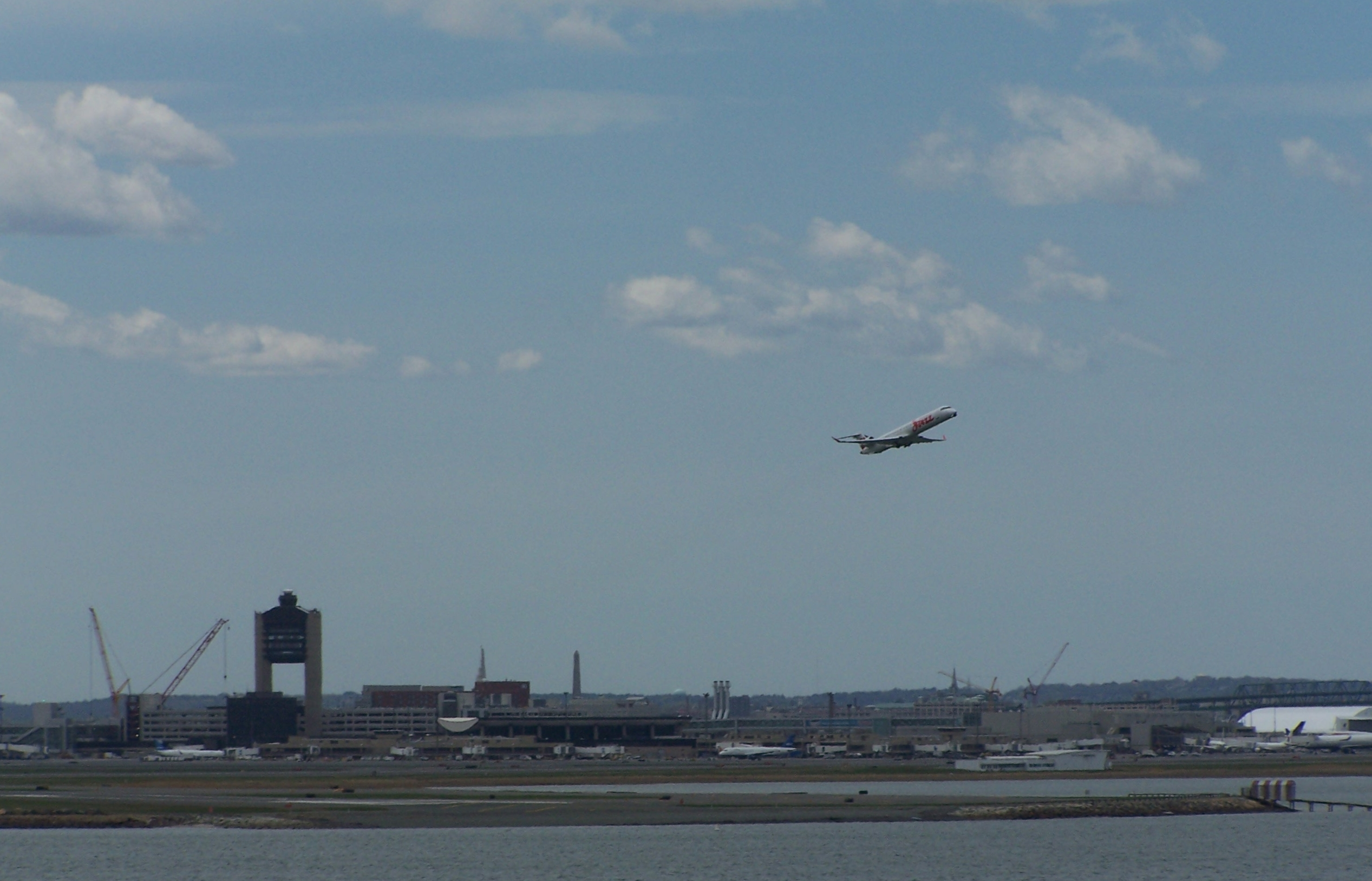
Il Logan International Airport visto dal porto di Boston mentre decolla un aereo della Air Canada Jazz

 Nell'ottobre 2009, la US Airways annunciò di voler chiudere la sua base degli equipaggi a partire dal maggio 2010. Le ragioni sono da ricercarsi nel "riassestamento operativo" della compagnia. Durante questa operazione, più di 400 posti di lavoro vennero trasferiti o eliminati.
L'ultimo collegamento con l'Asia venne chiuso nel 2001, quando la Korean Air decise di cancellare la rotta per Seoul. Nell'ottobre 2008, la Hainan Airlines chiese alle autorità locali l'autorizzazione ad operare una rotta verso Boston da Pechino usando il Boeing 787. Poiché la consegna del B787 alla Hainan Airlines è stata ritardata fino al 2011, la rotta non è ancora operativa. Nel maggio 2011, la Japan Airlines annunciò l'apertura di un collegamento verso Tokyo-narita a partire da aprile 2012 con i Boeing 787. Dopo più di dieci anni, il Logan Airport ritornerà ad essere collegato con l'Asia.
Nel febbraio 2010, il Logan Airport ospitò per la prima volta nella sua storia l'Airbus A380. Dopo questo evento, molti altri voli vennero programmati con questo aeromobile, in particolare quelli Air France.
Da questo aeroporto sono partiti due dei quattro aerei di linea dirottati l'11 settembre 2001. I due voli, nello specifico il volo American Airlines 11 e il volo United Airlines 175, entrambi diretti inizialmente a Los Angeles, si sono schiantati invece contro le Torri Gemelle.

## Traffico e statistiche
Nel 2010, nel Logan International Airport sono transitati 27.428.962 passeggeri, 3.681.739 sono internazionali. La prima compagnia dello scalo è la JetBlue Airways, che ha trasportato il 62,21% dei passeggeri totali nel periodo fra marzo 2010 e febbraio 2011. Gli altri vettori con una notevole presenza nell'aeroporto sono la US Airways e le sue controllate, con il 13,11% dei passeggeri totali, il gruppo Delta Air Lines, la cui percentuale sui passeggeri totali si attesta al 12,99% e il gruppo con a capo la American Airlines, che ha trasportato il 12,45% dei passeggeri.
|                 | Passeggeri | Variazione % | Movimenti |
| --------------- | ---------- | ------------ | --------- |
| 1998            | 26.526.708 |              | 507.449   |
| 1999            | 27.052.078 | 2,0%         | 494.816   |
| 2000            | 27.726.833 | 2,5%         | 487.996   |
| 2001            | 24.474.930 | 11,7%        | 463.125   |
| 2002            | 22.696.141 | 7,3%         | 392.079   |
| 2003            | 22.791.169 | 0,4%         | 373.304   |
| 2004            | 26.142.516 | 14,7%        | 405.258   |
| 2005            | 27.087.905 | 3,6%         | 409.066   |
| 2006            | 27.725.443 | 2,4%         | 406.119   |
| 2007            | 28.102.455 | 1,4%         | 399.537   |
| 2008            | 26.102.651 | 7,1%         | 371.604   |
| 2009            | 25.512.086 | 2,3%         | 345.306   |
| 2010            | 27.428.962 | 7,5%         | 352.643   |
| Fonte: Massport |            |              |           |

|    | Aeroporto                         | Passengeri | Compagnie                                          |
| -- | --------------------------------- | ---------- | -------------------------------------------------- |
| 1  | Londra-Heathrow, Regno Unito      | 848.853    | American, British Airways, Delta, Virgin Atlantic  |
| 2  | Parigi-Charles de Gaulle, Francia | 335.602    | Air France, American, Delta, Norwegian Air Shuttle |
| 3  | Francoforte, Germania             | 246.253    | Lufthansa                                          |
| 4  | Toronto-Pearson, Canada           | 215.895    | Air Canada, Air Canada Jazz, American Eagle        |
| 5  | Amsterdam-Schiphol, Paesi Bassi   | 210.873    | Delta                                              |
| 6  | Dublino, Irlanda                  | 158.196    | Aer Lingus                                         |
| 7  | Monaco, Germania                  | 140.846    | Lufthansa                                          |
| 8  | Zurigo, Svizzera                  | 137.084    | Swiss                                              |
| 9  | Roma-Fiumicino, Italia            | 129.883    | Alitalia, Norwegian Air Shuttle                    |
| 10 | Aruba, Aruba                      | 118.186    | JetBlue, US Airways                                |

|    | Airport                        | Passengers | Carriers                                     |
| -- | ------------------------------ | ---------- | -------------------------------------------- |
| 1  | Chicago (O'Hare), Illinois     | 785.000    | American, JetBlue, United                    |
| 2  | Atlanta, Georgia               | 728.000    | AirTran, Delta                               |
| 3  | Baltimora, Maryland            | 587.000    | AirTran, JetBlue, Southwest                  |
| 4  | Washington (National), DC      | 525.000    | Delta, JetBlue, US Airways                   |
| 5  | San Francisco, California      | 504.000    | Continental, JetBlue, United, Virgin America |
| 6  | New York (LaGuardia), New York | 494.000    | American, Delta, US Airways                  |
| 7  | Charlotte, North Carolina      | 482.000    | JetBlue, US Airways                          |
| 8  | Philadelphia, Pennsylvania     | 475.000    | Southwest, US Airways                        |
| 9  | Los Angeles, California        | 454.000    | American, JetBlue, United, Virgin America    |
| 10 | New York (JFK), New York       | 424.000    | American, Delta, JetBlue                     |

## Terminal
Il Logan International Airport dispone in totale di 103 gates, divisi nei quattro terminal A, B, C ed E. Tutti i terminal sono collegati attraverso dei bus navetta e i terminal A, B ed E anche con dei tappeti mobili disposti prima della zona dei controlli di sicurezza.

### Terminal A
Il Terminal A, costruito per sostituire un edificio degli anni settanta, è stato aperto il 16 marzo 2005. Esso è suddiviso in un terminal principale, che contiene i gates dall'A1 all'A12, e in un edificio satellite, nel quale vi sono i gates dall'A13 all'A22. I due impianti sono collegati fra di loro attraverso una metropolitana. L'edificio è il primo terminal aeroportuale degli Stati Uniti ad essere costruito nel rispetto dell'ambiente. Le sue caratteristiche sono,
infatti, i tetti e le finestre termoriflettentie i rubinetti a basso flusso, che riducono i consumi.

### Terminal B
Il terminal B è suddiviso in due edifici, Nord e Sud, in mezzo ai quali vi è un parcheggio per le auto. I gates dell'edificio sud sono divisi in tre gruppi: B1-B3, B4-B14 e B15-B21. Questi ultimi due gruppi sono collegati fra loro da un passaggio post-sicurezza. I gates del terminal nord (principalmente occupato dalla American Airlines) sono divisi in due parti: B22-B36 e B37-B38.

### Terminal C
Il terminal C ha tre gruppi di gates: C1-C21, C25-C36 e C40-C42. I due posti di blocco di sicurezza fanno da accesso per i gates C11-C21 a sinistra e per le uscite C25-C36 a destra. Dal 28 febbraio 2006, i tre gates del terminal D, che stanno nella parte nord del terminal C, sono stati rinominati e considerati come parte del terminal C.
Il terminal C ospita la lounge Red Carpet Club della compagnia United Air Lines.

### Terminal E (Volpe International Terminal)
Il terminal E, conosciuto anche come John A. International Terminal, è intitolato all'ex governatore del Massachusetts e segretario dei trasporti e funge da terminal internazionale per il Logan Airport.
Tutti i 13 gates del terminal sono stati costruiti per l'uso comune, vale a dire per essere assegnati più volte a seconda delle esigenze operative. Tutte le biglietterie e i gates dell'edificio sono divisi fra i vettori internazionali, ad eccezione di quelli appartenenti alla Southwest Airlines.
Il terminal E ospita le lounges delle compagnie aeree Aer Lingus, Air France, British Airways, Lufthansa, Norwegian Air Shuttle e Virgin Atlantic.
A differenza degli altri terminal, dove le zone arrivi sono collocate al piano terreno e le zone partenze al primo piano, nel Terminal E il primo piano è utilizzato per il controllo passaporti, il secondo per le partenze e il primo, come di consueto, per gli arrivi. La Stazione federale di Ispezione che si trova nel terminal è in grado di controllare fino a 2.000 passeggeri l'ora.

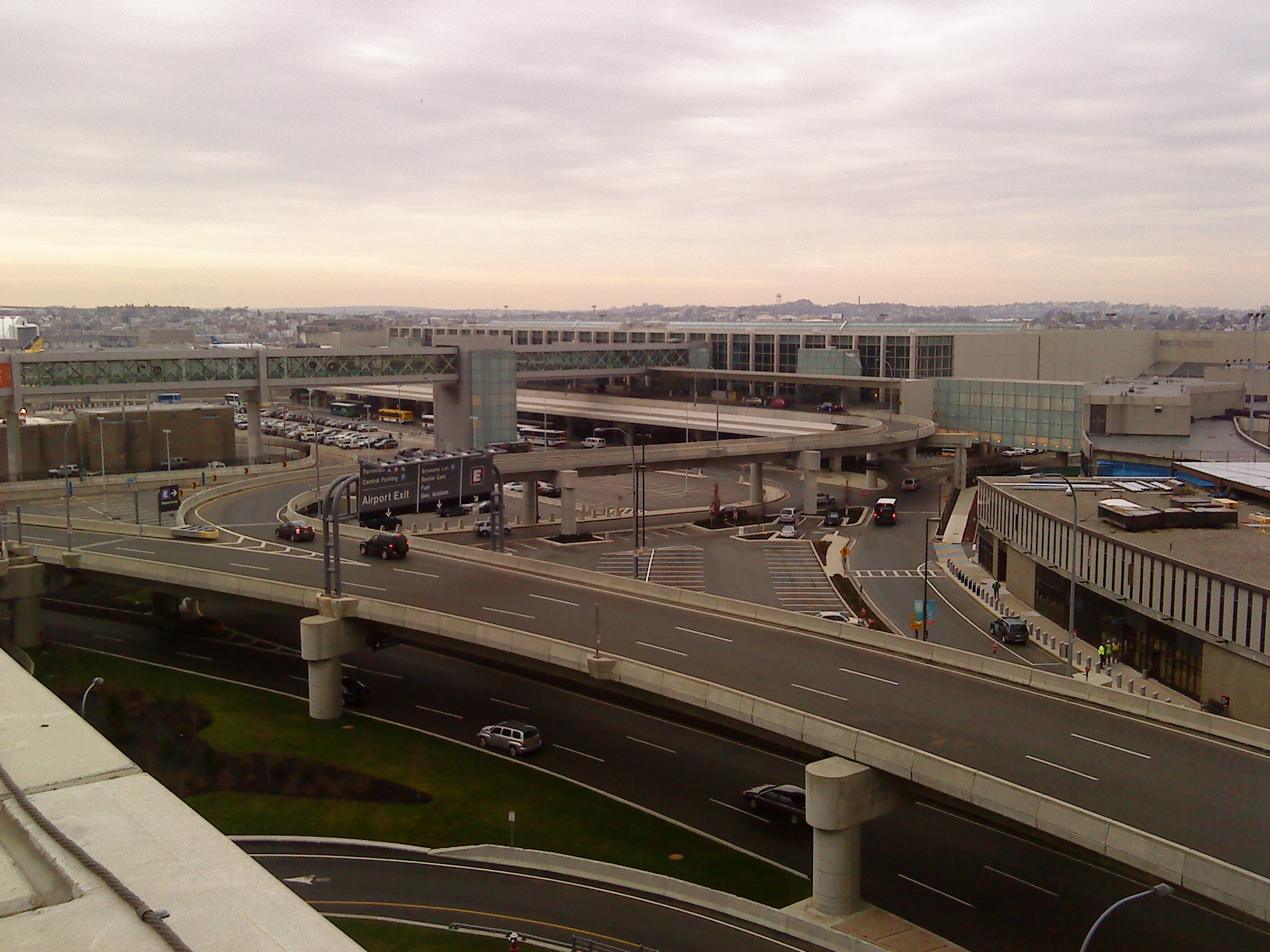
Il terminal E